# Кипърски авиолинии
Кипърските авиолинии (на гръцки: Κυπριακές Αερογραμμές, на английски: Cyprus Airways) са бившата национална авиокомпания на Република Кипър. Флотът е базиран основно на международното летище в Ларнака поради затворено летище в Никозия след турската намеса през 1974 г.

## История
Кипърските авиолинии са основани на 24 септември 1947 г. като съвместно предприятие между колониалното правителство на Кипър, Британските европейски авиолинии и частни инвеститори.
Първият вътрешен полет се състои на 18 април 1948 г. със самолет Douglas DC-3 от летище Никозия. Първият международен маршрут е открит на 18 април 1953 г. от Никозия до Атина.
На 12 октомври 1967 г. се случва единственото бедствие в историята на авиокомпанията, поради взрив на взривно устройство на борда. Самолетът Де Хавиланд Комет се разбива. Всички 66 пътници и членове на екипажа на борда загиват.
Кипърските авиолинии спират да съществуват след решение на Европейската комисия, че компанията трябва да върне на държавата повече от 100 милиона евро, отпуснати от правителството на Кипър между 2012 и 2013 г., като по този начин завършва дългата ера на тази авиокомпания. Последният полет от Атина до Ларнака е изпълнен в петък вечерта на 9 януари 2015 г.
В момента правото да използва марката Cyprus Airways принадлежи на новата кипърска авиокомпания Charlie Airlines. Тя придобива правото да използва марката за 2 милиона евро за период от 10 години.